# Antony Starr
Antony Starr, född 25 oktober 1975, är en nyzeeländsk skådespelare.
Starr har bland annat medverkat i TV-serierna Outrageus Fortune och Banshee. Han har även medverkat i filmen Cobweb från 2023.

## Filmografi (i urval)
- 2004 – Without a Paddle
- 2005–2010 – Outrageous Fortune (TV-serie)
- 2013–2016 – Banshee (TV-serie)
- 2023 – Cobweb
- 2025 – G20